# Dannemoine
Dannemoine est une commune française située sur le territoire de la Communauté de communes Le Tonnerrois en Bourgogne dans le département de l'Yonne en région Bourgogne-Franche-Comté.

## Géographie
Dannemoine est un petit village sur l’Armançon et le canal de Bourgogne, à proximité de Chablis et à 5 km avant d’arriver à Tonnerre, en venant de Paris par l'ancienne nationale 5. Son territoire, avec un vignoble réputé, formait jadis une enclave du comté de Troyes, au cœur même du comté de Tonnerre, l’un des plus anciens de France.

### Climat
Pour des articles plus généraux, voir Climat de la Bourgogne-Franche-Comté et Climat de l'Yonne.
En 2010, le climat de la commune est de type climat océanique dégradé des plaines du Centre et du Nord, selon une étude du Centre national de la recherche scientifique s'appuyant sur une série de données couvrant la période 1971-2000. En 2020, Météo-France publie une typologie des climats de la France métropolitaine dans laquelle la commune est exposée à un climat océanique altéré et est dans la région climatique  Lorraine, plateau de Langres, Morvan, caractérisée par un hiver rude (1,5 °C), des vents modérés et des brouillards fréquents en automne et hiver. 
Pour la période 1971-2000, la température annuelle moyenne est de 10,5 °C, avec une amplitude thermique annuelle de 16,1 °C. Le cumul annuel moyen de précipitations est de 752 mm, avec 12,4 jours de précipitations en janvier et 7,9 jours en juillet. Pour la période 1991-2020, la température moyenne annuelle observée sur la station météorologique de Météo-France la plus proche, « Tonnerre Joudre », sur la commune de Tonnerre à 5 km à vol d'oiseau, est de 11,6 °C et le cumul annuel moyen de précipitations est de 742,9 mm. 
La température maximale relevée sur cette station est de 41,2 °C, atteinte le 25 juillet 2019 ; la température minimale est de −16,6 °C, atteinte le 20 décembre 2009,,. 
Les paramètres climatiques de la commune ont été estimés pour le milieu du siècle (2041-2070) selon différents scénarios d'émission de gaz à effet de serre à partir des nouvelles projections climatiques de référence DRIAS-2020. Ils sont consultables sur un site dédié publié par Météo-France en novembre 2022.

## Urbanisme

### Typologie
Au 1er janvier 2024, Dannemoine est catégorisée commune rurale à habitat dispersé, selon la nouvelle grille communale de densité à sept niveaux définie par l'Insee en 2022.
Elle est située hors unité urbaine. Par ailleurs la commune fait partie de l'aire d'attraction de Tonnerre, dont elle est une commune de la couronne,. Cette aire, qui regroupe 38 communes, est catégorisée dans les aires de moins de 50 000 habitants,.

### Occupation des sols
L'occupation des sols de la commune, telle qu'elle ressort de la base de données européenne d’occupation biophysique des sols Corine Land Cover (CLC), est marquée par l'importance des territoires agricoles (60,4 % en 2018), en diminution par rapport à 1990 (63,6 %). La répartition détaillée en 2018 est la suivante : 
terres arables (51,5 %), forêts (35,4 %), zones urbanisées (4,3 %), prairies (4,3 %), zones agricoles hétérogènes (3,9 %), cultures permanentes (0,7 %). L'évolution de l’occupation des sols de la commune et de ses infrastructures peut être observée sur les différentes représentations cartographiques du territoire : la carte de Cassini (XVIIIe siècle), la carte d'état-major (1820-1866) et les cartes ou photos aériennes de l'IGN pour la période actuelle (1950 à aujourd'hui).

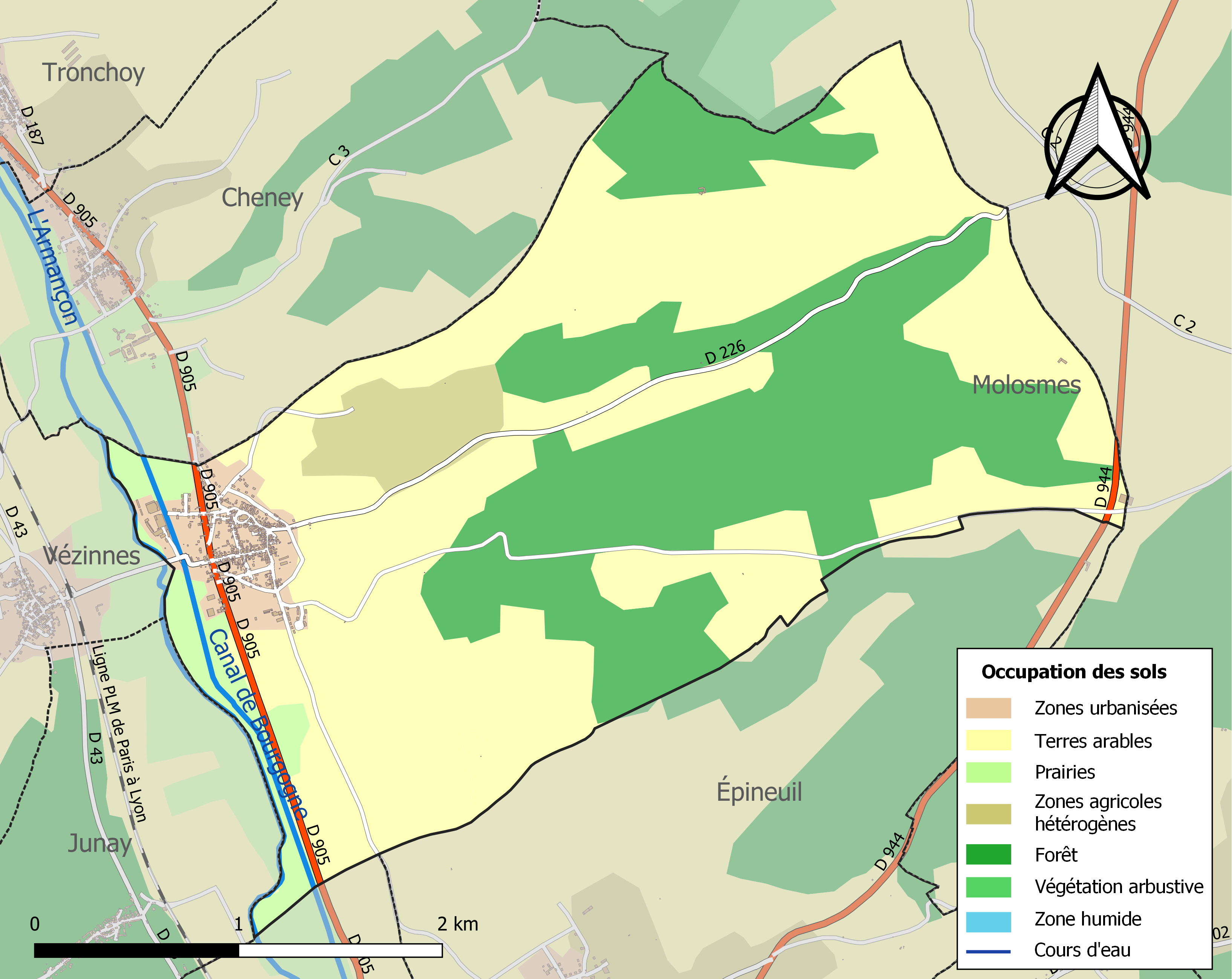
Carte des infrastructures et de l'occupation des sols de la commune en 2018 (CLC).

## Toponymie

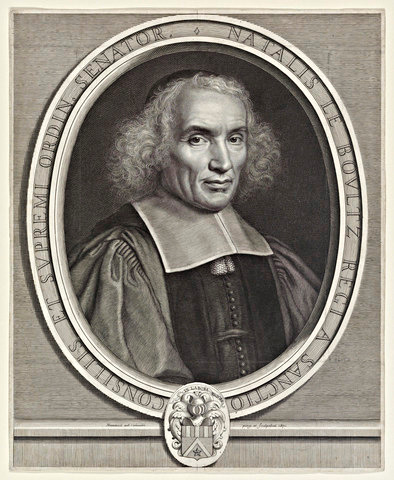
Noël Le Boultz.

Ce village porte un nom peu commun dont l’étymologie reste encore un mystère. Certains historiens voient dans le suffixe "moine", une influence clairement religieuse. Y a-t-il eu un établissement religieux dans le village ? Ou doit-on faire le lien avec le lieudit « crot au moine », jouxtant les anciennes murailles du village ? D’autres prêtent au nom une origine celtique en devinant dans ces trois syllabes l’indication d’un mont dédié à Dan, divinité gauloise, ou à des druidesses. Le village aurait été construit au pied de cette montagne.

## Histoire
Période romaine : Dannemoine est intégré dans le pagus tornodorensis (pays du tonnerrois). Le village dépend administrativement de la ville de Tonnerre et de ce qui deviendra le comté de Tonnerre.
IXe siècle : Au gré des partages et des successions, Dannemoine intègre la Champagne. Le village est qualifié de forteresse dans les titres les plus anciens du comte de Champagne.
1088 : Charte dans laquelle l’évêque de Langres concède l’église de Dannemoine au monastère Saint-Benoit de Fleury.
XIIe siècle : Construction de l’église primitive du village.
1312 : à la suite d'une union avec un roi de France, la Champagne (et Dannemoine) font directement partie du domaine royal. À cette occasion, Philippe le Bel affranchit les habitants de la mainmorte.
1433 : En pleine guerre de 100 ans, Dannemoine paye son attachement au roi. Le duc de Bourgogne Philippe le Bon envahit et met à feu et à sang le Tonnerrois. À l’été 1433, Dannemoine est assiégé puis pillé par les Bourguignons. À la suite d'innombrables combats dans la plaine de l’Armançon, on recense près de 300 corps entre Dannemoine et Tonnerre.
XVIe siècle : Construction du château de Dannemoine, situé à côté du monument aux morts de 1870.
1530 : François Ier, de passage dans le pays, autorise la ville à se pourvoir de murailles défensives.
1568 : Pendant les guerres de religion, l’église de Dannemoine est entièrement brûlée. Elle va être reconstruite les années suivantes.
1580 : La baronne de Dannemoine est Renée Chevalier, veuve de Martin Le Gresle de la Herbaudière, frère aîné des deux enfants adultérins de l'ancien évêque de Nevers Jacques Paul Spifame (1500-1566). Mariée à cinq reprises, dame de Chaumot, elle décéda en 1641 à Tarabel (Gard), domicile de Guy Du Faur de Pibrac son dernier époux. Sa baronnie revint à ses héritiers Anne Desprez (1610-1686) et Noél Le Boultz (1610-1684) qui la vendirent.
7 avril 1651 : Antoine de Clermont achète la seigneurie de Dannemoine au prix de 28 000 livres, dont 20 000, furent payées aux créanciers ou héritiers de M. Guy du Faur-Réquelu, comte de Pibrac et de Renée Chevalier.
Révolution : La terre des anciens seigneurs de Dannemoine est vendue en tant que bien national par le district de Tonnerre.
1792 : Mise à la fonte de deux des trois cloches de l’église.
1814 : De janvier à mai, le village est occupé par les troupes Alliées (alliées contre Napoléon), Autrichiens, Hongrois et Prussiens réquisitionnent vivres et armes, et dorment, quand la place le permet, chez l’habitant.
1830 : Grande renommée et négoce du vin mousseux de Dannemoine partout dans le monde (New York, Saint Petersbourg, Buenos-Aires…).
18 novembre 1870 : défilé de troupes prussiennes se dirigeant vers Paris ; un vigneron du village, suivant des yeux les militaires et leurs voitures, indiqua que le défilé dura de 7 heures du matin jusqu’à 5 heures du soir en continu.
1877 : Commencement des travaux de construction du lavoir de Dannemoine.
1879 : Construction du pont sur l’Armançon, route de Vézinne.
1887 : Création de l'usine de préparation d'escargots BOISSEAU.
1890 : Le phylloxera commence à ravager les vignes de Dannemoine. En une décennie, la vignoble sera totalement détruit.
1895 : Suppression du cimetière qui entoure l’église. Il est délocalisé sur son emplacement actuel.
Début du XXe siècle : Installation d'une fonderie Sisson-Lehmann, entre l'Armançon et le canal de Bourgogne, avec sa propre usine de production d'électricité.
1913 : Le conseil municipal de la commune fixe la vitesse autorisée de la traversée du village à 10 km pour les automobiles, motocyclettes…
1943 : L'église Notre-Dame de Dannemoine est classée monument historique.
2013 : La Saint-Vincent de la confrérie des Foudres tonnerrois a lieu à Dannemoine.

## Blasonnement
| Blason | Blasonnement : « De gueules à la croix ancrée d'or, à la cotice d'azur brochant sur le tout ». |

## Politique et administration
| Période   | Période  | Identité              | Étiquette | Qualité       |
| --------- | -------- | --------------------- | --------- | ------------- |
|           |          |                       |           |               |
| mars 2020 | En cours | Mme Dominique Mentrel |           | Fonctionnaire |

## Démographie
L'évolution du nombre d'habitants est connue à travers les recensements de la population effectués dans la commune depuis 1793. Pour les communes de moins de 10 000 habitants, une enquête de recensement portant sur toute la population est réalisée tous les cinq ans, les populations de référence des années intermédiaires étant quant à elles estimées par interpolation ou extrapolation. Pour la commune, le premier recensement exhaustif entrant dans le cadre du nouveau dispositif a été réalisé en 2008.

En 2022, la commune comptait 458 habitants, en évolution de −3,17 % par rapport à 2016 (Yonne : −1,95 %, France hors Mayotte : +2,11 %).
| 1793 | 1800 | 1806 | 1821 | 1831 | 1836 | 1841 | 1846 | 1851 |
| ---- | ---- | ---- | ---- | ---- | ---- | ---- | ---- | ---- |
| 991  | 740  | 759  | 728  | 762  | 690  | 664  | 636  | 651  |

| 1856 | 1861 | 1866 | 1872 | 1876 | 1881 | 1886 | 1891 | 1896 |
| ---- | ---- | ---- | ---- | ---- | ---- | ---- | ---- | ---- |
| 597  | 611  | 614  | 586  | 600  | 576  | 603  | 556  | 510  |

| 1901 | 1906 | 1911 | 1921 | 1926 | 1931 | 1936 | 1946 | 1954 |
| ---- | ---- | ---- | ---- | ---- | ---- | ---- | ---- | ---- |
| 450  | 434  | 418  | 404  | 413  | 383  | 355  | 355  | 405  |

| 1962 | 1968 | 1975 | 1982 | 1990 | 1999 | 2006 | 2008 | 2013 |
| ---- | ---- | ---- | ---- | ---- | ---- | ---- | ---- | ---- |
| 410  | 371  | 348  | 326  | 360  | 416  | 425  | 427  | 466  |

| 2018 | 2022 | - | - | - | - | - | - | - |
| ---- | ---- | - | - | - | - | - | - | - |
| 474  | 458  | - | - | - | - | - | - | - |

## Culture locale et patrimoine

### Lieux et monuments
L'église Notre-Dame de Dannemoine est classée monument historique en 1943.
À l’origine, en 1088 Robert de Bourgogne, évêque de Langres, donne l’église de Dannemoine à l’abbaye Saint-Benoît-de-Fleury (abbaye située à Saint-Benoît-sur-Loire dans le Loiret, copie de la charte de donation sur le 1er pilier de droite en entrant dans l’église.)

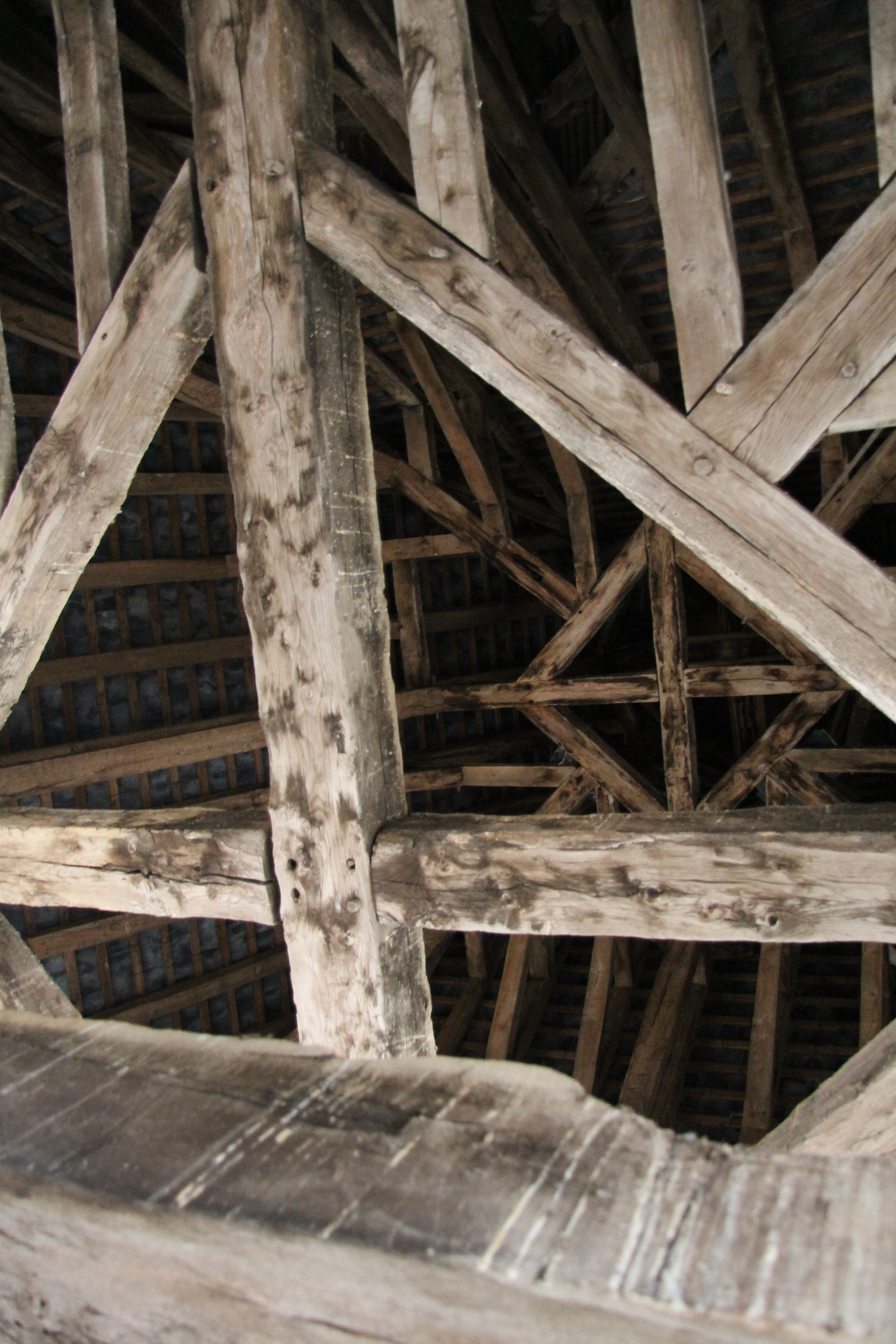
Charpente du clocher de l'église de Dannemoine.

L’église actuelle imposante de 860 mètres carrés, avec un clocher de 32 mètres de haut. Son origine remonte au XIIe siècle. Elle en conserve encore son portail roman.
- XIIe et XIIIe siècles : première partie de la nef et transept soutenant le clocher carré, avec chapelles latérales.
- XVIe siècle : deuxième partie de la nef et chœur renaissance.

L'abbé Corsin vicaire avant la Révolution indique que la ville de Dannemoine essuya comme tant d'autres les fureurs de la soldatesque huguenote. Le feu fut mis à l’église et entraina la chute des voûtes.
Actuellement, l'église conserve toujours une statue de saint Vincent, patron des vignerons.

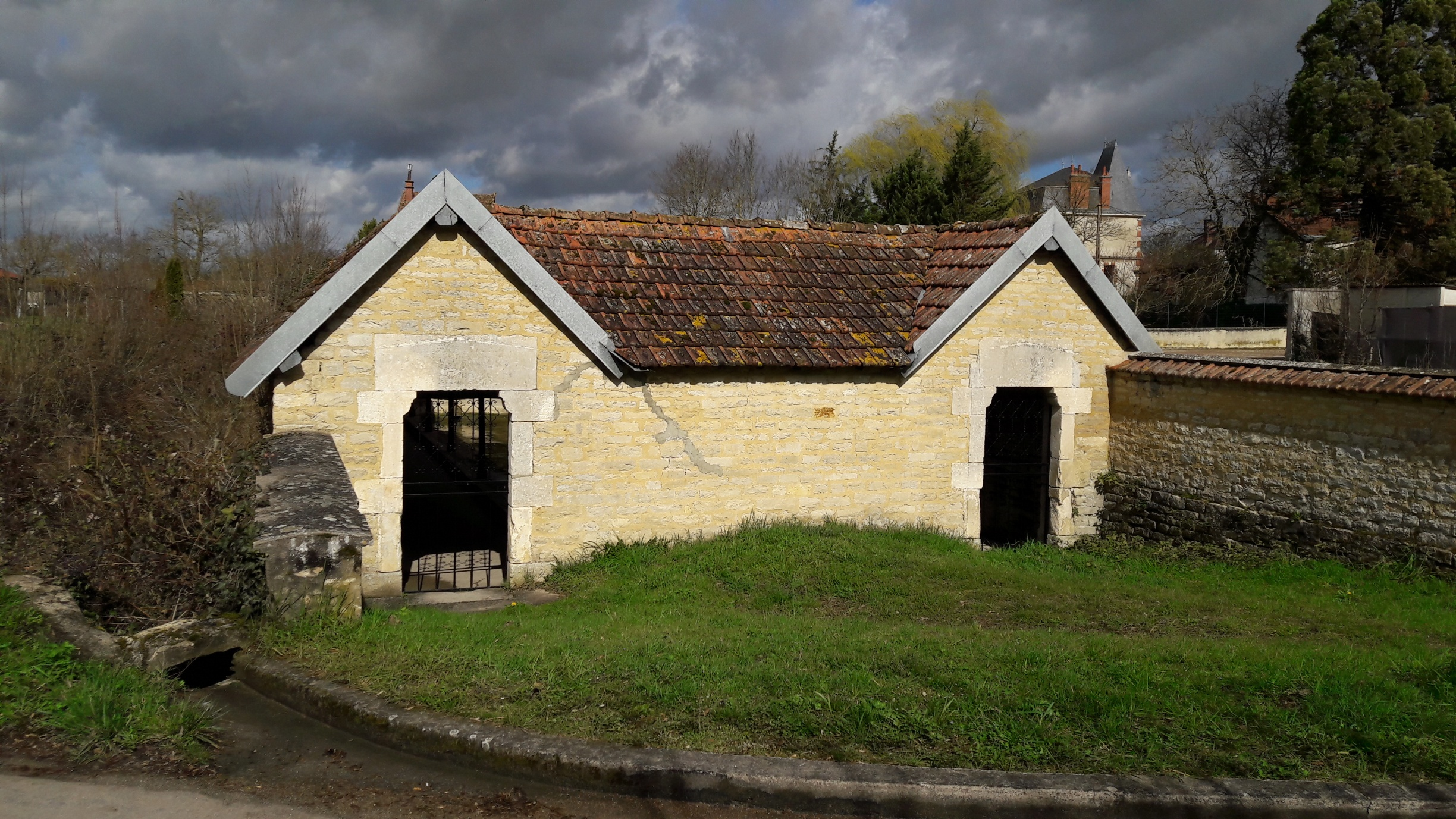
Accès au lavoir.
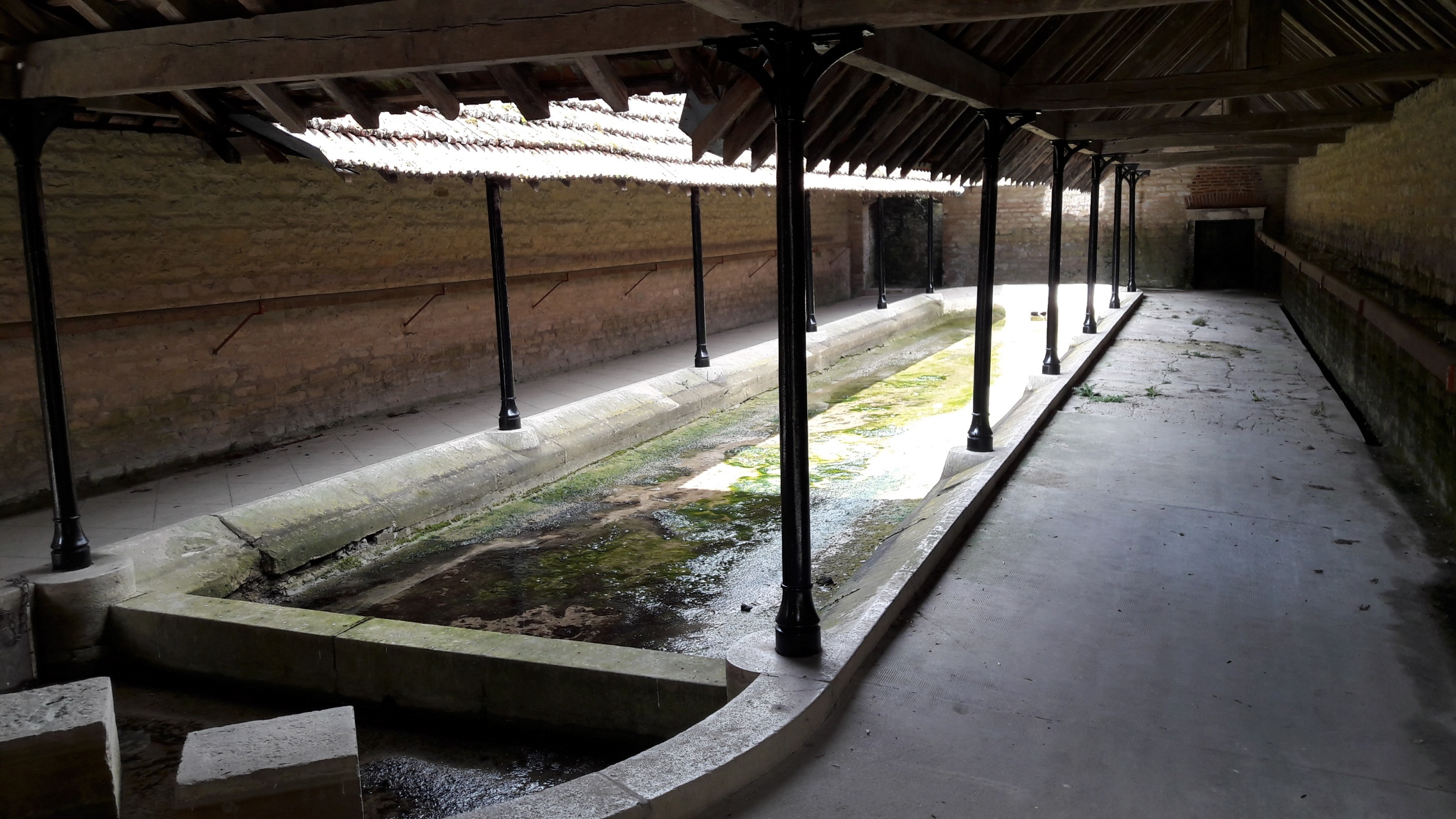
Intérieur du lavoir.

Le lavoir, dont la construction date de 1877, est de type impluvium à bassin ovale, sa toiture est soutenue par 12 poteaux en fonte.
En 2010 l'association Dann'Patrimoine commence les travaux de restauration.
Des travaux sont encore nécessaires.

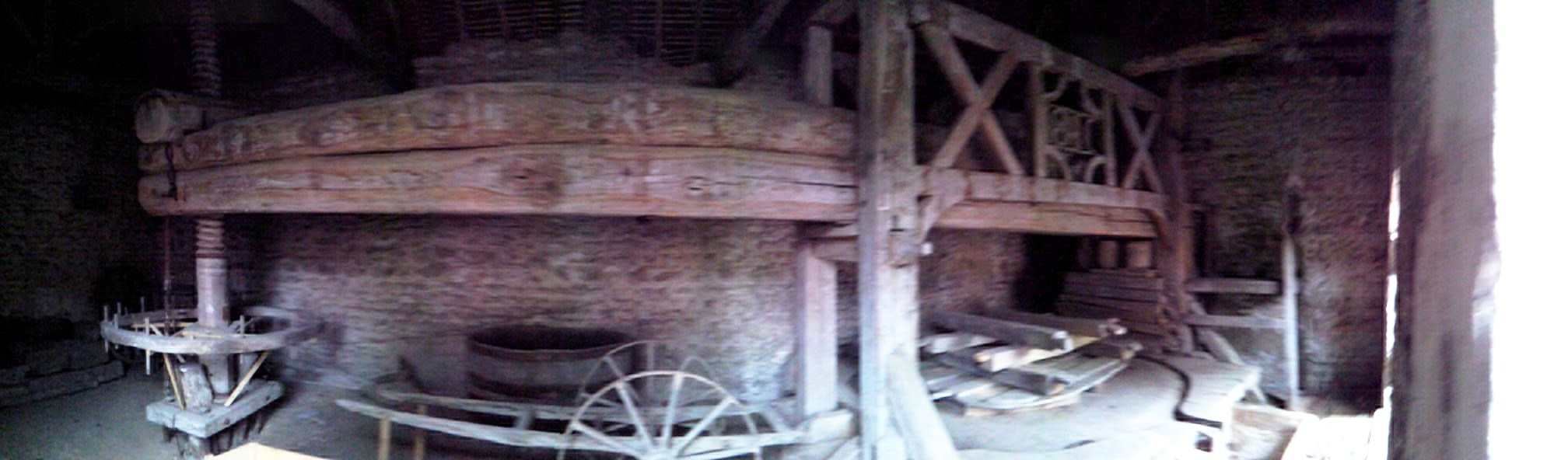
Le pressoir du XIIe siècle.

Le pressoir du XIIe siècle est toujours dans le village, restauré au  XVIIIe siècle, à l'abri dans une grange qui semble avoir été construite autour de lui, à côté de l'école et de la mairie. Visite possible sur rendez-vous en contactant l'association Dann'Patrimoine.

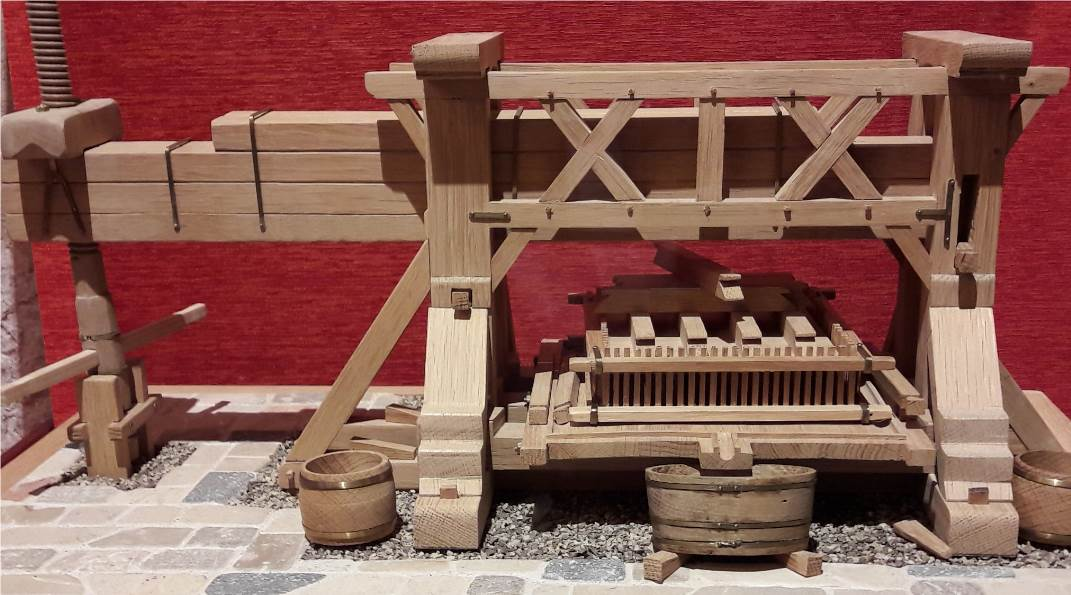

### Personnalités liées à la commune

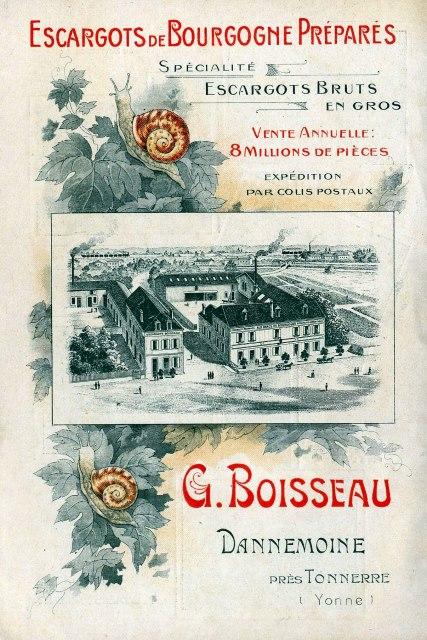
Fabrique d'escargots Boisseau.

Gaston Boisseau (1859 - 1914) crée en 1887 la première usine de préparation des Escargots Boisseau à Dannemoine.
Il est également visionnaire dans son approche commerciale et marketing. En mai 1910, il fait installer un gigantesque escargot en bois au beau milieu de la promenade du Pâtis à Tonnerre. Le 4 décembre de la même année, il organise une séance de cinéma consacrée à la présentation de son entreprise, à peine 15 ans après la première représentation des frères Lumières.
Gaston Boisseau a également fait une carrière en politique. En 1908, il est élu maire de Dannemoine. Puis il devient conseiller de l'arrondissement de Tonnerre.

### Vignoble et Gastronomie
Vignoble
Avant la destruction du vignoble par le phylloxera (1890), celui-ci avait acquis une grande renommée pour son vin mousseux partout dans le monde (New York, Saint Petersbourg, Buenos-Aires…).
Louis XIV a fait livrer de ce vin à sa cour.
Alexandre Dumas classe ce vin parmi les meilleurs de France.
Au début du XIXe siècle, le vignoble atteignait presque 300 ha.
En 1993, en peu plus d'un hectare de pinot noir a été replanté, par Jacques Lemaigre, sur le lieu-dit « Les Olivottes », dont le climat était jadis reconnu comme l'un des plus estimé du territoire de Tonnerre.
C'est un vin rouge ou rosé de bourgogne en AOC, léger et fruité.
Gastronomie
Côté gastronomie, le gastéropode est incontournable. Au même titre que la gougère, l'escargot de Bourgogne est indissociable de Dannemoine. En 1887, le jeune Gaston Boisseau, 28 ans, tonnelier de son état, achète un petit hôtel particulier situé entre la route de Paris et le canal de Bourgogne. Rapidement il le transforme en véritable usine à escargots.
Ses préparations ont tellement de succès et sont si bien reconnues qu'en 1900 il reçoit la médaille d'or, au salon gastronomique de Paris. En 1909, sa petite entreprise farcit et fournit 8 millions d'escargots aux restaurants et particuliers. Il expédie dans toute la France, mais également en Belgique, en Allemagne et en Angleterre.

## Pour approfondir